# H.H. Scullard
Howard Hayes Scullard (9. februar 1903 – 31. marts 1983) var en britisk oldtidshistoriker med speciale i romersk historie.
Han blev i 1959 professor i oldtidshistorie ved King's College i London, hvorfra han i 1979 gik på pension.
Scullard har deltaget som forfatter på Cambridge Ancient History-projektet, og han har skrevet en del artikler og bøger om romersk historie, hovedsageligt om perioden før kejser Neros død.
Scullard var redaktør på The Oxford Classical Dictionary sammen med bl.a. N.G.L. Hammond.

## Udvalgt litteratur
- Scipio Africanus
- A History of the Roman World
- The Etruscan Cities and Rome
- From Gracchi to Nero